# Mercè Huerta Busquets
Mercè Huerta Busquets (Figueres, 24 de desembre de 1929 - Girona, 21 de juliol de 2015) fou una pintora catalana, de formació autodidacta. La seva obra pictòrica es va desenvolupar en totes les temàtiques destacant els paisatges, els interiors, les flors, els retrats i la figura humana a partir del model viu.

## Biografia
Nascuda a Figueres el 24 de setembre de 1929, Mercè Huerta va tenir dues germanes més grans, Rosa Huerta Busquets (1918-2011) i Carmen Huerta Busquets (1919-1991). Els seus pares, Rosa Busquets Bassach i Carlos Huerta Flores, eren telegrafistes i aquest fet va propiciar que la família canviés el seu lloc de residència en diverses ocasions. Va pintar sempre, des de ben petita, i l'any 1941 va rebre les primeres classes de dibuix de part del professor Eduard Rodeja, a l'Institut Ramon Muntaner, de Figueres.
L’any 1941 es van traslladar a Valls, on entre 1948 i 1950 Mercè Huerta va aprofundir els seus coneixements amb la pintora italiana Rosa Màndoli, amb qui va aprendre a dibuixar del natural, a proporcionar els objectes, a representar-los amb la perspectiva correcta i fer-ne els detalls. La influència d’aquesta pintora la va animar a voler estudiar Belles arts a Barcelona però, davant l’oposició familiar, va acabar estudiant Comerç. A Valls també va introduir-se en el teatre amateur, que seria una activitat important en la seva vida, va decorar aparadors i va treballar pintant rajoles per a una empresa de Barcelona.
L’any 1958, la família es va traslladar a Girona, on la pintora va contactar amb el Grup de Teatre de Figueres de l'Elenc del Patronat de la Catequística. A Girona va conèixer l'advocat i periodista Narcís-Jordi Aragó i Masó, amb qui es va casar l’any 1961, poc després d’haver fet el tràmit obligatori del Servei Social. El matrimoni es va instal·lar a la casa pairal de la família Masó al carrer de les Ballesteries, que era propietat de Maria de la Bonanova Masó, mare de Narcís-Jordi Aragó, actualment seu de la Fundació Rafael Masó, de la qual va ser presidenta d'honor.
De 1975 a 1979, va estudiar la teoria del color al taller del pintor Isidre Vicens, que li va ensenyar a pintar a l’oli, i el 1980 va assistir a les classes de dibuix i pintura a l'Estudi d'Art de Domènec Fita, a Montjuïc, amb qui va establir una estreta relació d’amistat. Després, va ser professora en aquest Estudi d'Art entre 1982 i 1986. L'any 1985 va obtenir per oposició la plaça de professora de dibuix i pintura, especialitat model a l'Escola Municipal d'Art de Girona, on va treballar fins 1994. Després, va seguir impartint cursos més curts en diferents espais com l'Escola Infantil La Farga, el Museu d'Art, el Palau de Caramany, a l'estudi Dolors Torró, al Centre Cívic Santa Eugènia. Igualment, va ensenyar pintura a casa seva.
Mercè Huerta era reticent a exposar la seva obra i no ho va fer fins a finals dels anys setanta. A partir d’aquest moment va compaginar la seva activitat docent amb exposicions individuals i col·lectives, alguns treballs en el disseny de cartells, l’obra gràfica i la il·lustració. En aquest sentit, va col·laborar amb el setmanari Presència.
Va morir el 21 de juliol de 2015 a l'Hospital de Santa Caterina de Girona, de càncer. Uns mesos abans, al febrer, el matrimoni havia lliurat la seva documentació personal a la ciutat de Girona, format per un nombrós fons documental i gran part de la seva obra. A la dècada del 2020 aquesta es troba catalogada i instal·lada a la Fundació Rafael Masó.

## Obra
Mercè Huerta considerava que el principal interès de la seva obra no era el resultat final sinó el procés seguit. Les seves predileccions van ser la figura humana, estretament lligada a la seva tasca docent, i els paisatges (Valls, Empordà, Costa Brava), sobretot la ciutat de Girona, de la qual va representar sovint indrets del Barri Vell, l'Onyar i la Devesa, entre d'altres. Va seguir una línia de simplificació i depuració, amb obres que potser sense arribar a l'abstracció total s'allunyaven de la figuració. Els colors de la seva paleta eren rosats, blaus, ataronjats, lilosos, verds, una gamma d'una remarcable qualitat poètica.

## Exposicions

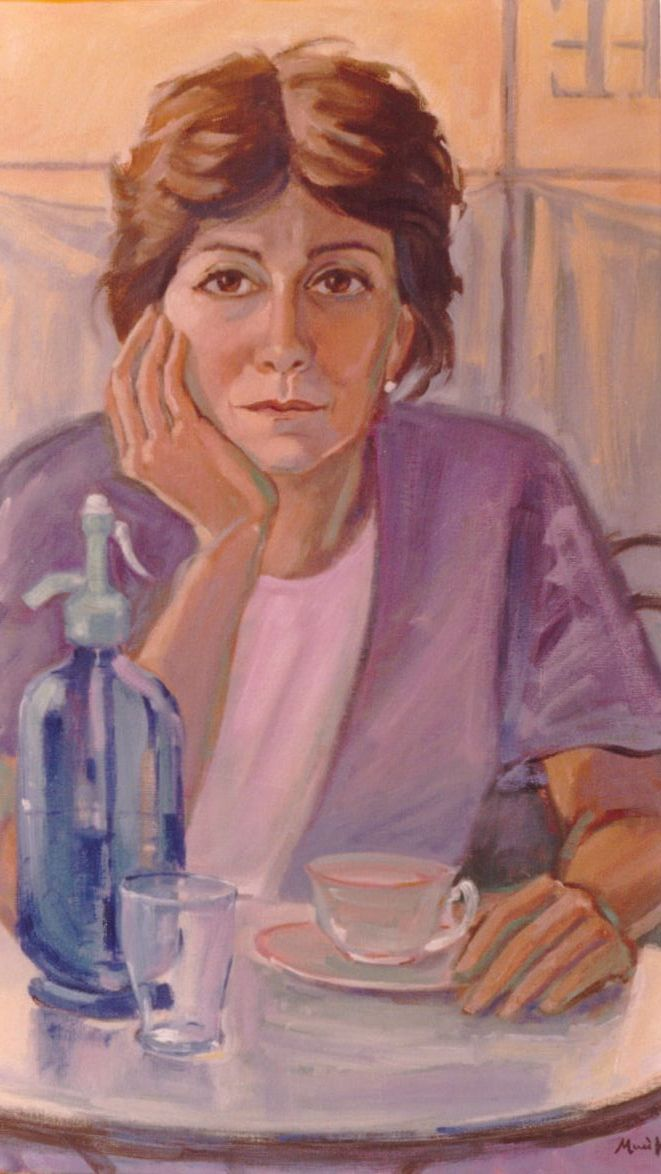
Autoretrat, c. 1985. Fundació Rafael Masó

Tot i que va començar a exposar tardanament, Mercè Huerta va presentar una quarantena d'exposicions individuals i va participar en més de vuitanta de col·lectives.
L’any 2016 la Fundació Fita de Girona, la Casa de Cultura i la Fundació Valvi van organitzar una triple exposició retrospectiva a Mercè Huertas sota el títol Mercè Huerta. Fidelitats. Després de la seva mort, al 2016 les tres entitats van repetir l'experiència, junt amb la Fundació Rafael Masó, amb la mostra d’homenatge titulada Mercè Huerta. L'essencial és mirar. Part de les peces exposades, especialment els seus blocs de dibuix i manuscrits on la pintora reflexionava sobre l’art, es van cedir a l'Ajuntament de Girona.

### Exposicions individuals
- 1977- Galeria La Gàbia, Girona.
- 1978- Galeria Rhodes, Figueres.
- 1978- Club Nàutic, Sant Feliu de Guíxols.
- 1978- Sala d'Art Vidreres, Vidreres.
- 1979- Sala d'Art Tamariu, Palafrugell
- 1981- Galeria Rhodes, Figueres
- 1981- Hotel Llevant, Llafranc
- 1982- Sala Municipal Vinardell i Roig, Girona
- 1982- Sala d'Art Vidreres, Vidreres
- 1983- Institut Flora Albaicín, Barcelona
- 1983- Restaurant Cúria Reial, Besalú
- 1983- Capella de Sant Roc, Valls
- 1985- Hotel Llevant, Llafranc
- 1985- Gent Jordi Geli, S.A., Girona
- 1986- Ciutats d'aigua Expoart Montjuïc, Girona
- 1986- Restaurant La Teranyina, Palamós
- 1987- Galeria Art, Figueres
- 1987- Cafeteria-Art Capuccino, Girona
- 1987- Restaurant La Teranyina, Palamós
- 1988- Les Arts, l'Escala
- 1988- Restaurant La Teranyina, Palamós
- 1989- Retrats imaginaris, Restaurant La Penyora, Girona
- 1989- Galeria Fòrum, Girona
- 1989- Sant Daniel, Llibreria 22, Girona
- 1991- Passeig pel Baix Empordà, Hotel Llevant, LLafranc
- 1991- Formes urbanes, Cafeteria-Art Capuccino, Girona
- 1991- Les finestres del record, Sala Sant Roc, Valls
- 1992- Atmosferes, Galeria Caramany, Girona
- 1994- Galeria Art, Figueres
- 1995- La Devesa, escenografies, Nostrart, Girona
- 1998- Indrets de la memòria, Expoart, Girona
- 1999- Hotel Llevant, Llafranc
- 2000- Les finestres del museu, Museu d'Art, Girona
- 2000- Restaurant Albereda, Girona
- 2001- Dibuixos, Expoart, Girona
- 2005- L'etern paisatge, Fundació Valvi, Girona
- 2008- Fidelitats, Casa de Cultura, Girona
- 2008- Fidelitats, Fundació Fita, Girona
- 2008- Fidelitats, Fundació Valvi, Girona
- 2014- l'Essencial, Espai dels Amics del Museu d'Art, Girona